# Мурад Ґерай
Мурад Ґерай (1627—1696) — кримський хан у 1678—1683 роках з династії Ґіреїв, наступник Селіма I Ґерая, попередник Хаджі II Ґерая. Син Мубарека Ґерая, онук Селямета I Ґерая. Був нуреддином за Мехмеда IV Ґерая, потім жив в Османській імперії.
Прийшовши до влади, здійснив незвичайну реформу. Для того, щоб укріпити державність Кримського ханства і вивести внутрішнє життя ханства з-під надмірного впливу Османської імперії, Мурад Ґерай вирішив відродити стародавні тюркські звичаї в державному житті країни. З цією метою хан кардинальним чином змінив судову систему.
Судові установи, що існували в Кримському ханстві доти, були значною мірою незалежні від хана, і підпорядковувалися муфтію, що призначався із Стамбулу. Мурад Ґерай замінив шаріатський суд судом тере (тере, Яса) і заснував нову посаду верховного судді — тере-баши.
Цей захід був неоднозначно сприйнятий в Криму (і негативно в Османській імперії), але в цілому підтримане кримськими татарами, особливо родовою знаттю, чиї привілеї визначалися якраз не шаріатом, а старовинними звичаями. Завдяки відродженню стародавніх традицій хан отримав підтримку з боку знатних родів.
Реформуючи внутрішнє життя країни, в зовнішній політиці не суперечив курсу Османській імперії. Ходив у військові походи за наказом султана, сприяв висновку у 1681 році миру між Стамбулом і Москвою.
У 1683 році відчужений від престолу. Попри небажання жителів Кримського ханства втрачати шанованого ними хана і їхню готовність захищати його перед османами, він підкорився султанському указу й відправився на проживання до Османській імперії, де прожив ще 13 років.
Похований в селищі Сарадж-елі в європейській частині Османської імперії.